# Rów Wschodnioindyjski
Rów Wschodnioindyjski – rów oceaniczny położony w środkowej części Oceanu Indyjskiego. Ciągnie się z północy na południe, u wschodnich podnóży środkowej części grzbietu Wschodnioindyjskiego, na długości około 2100 kilometrów. Osiąga głębokości do 6335 metrów.